# 義大利僑民

義大利僑民分佈
義大利本國
+ 10,000,000
+ 1,000,000
+ 100,000
+ 10,000

義大利僑民是指自義大利向外移民的人口群體。義大利歷史上有兩次移民浪潮，第一次開始於1880年（即義大利統一後約10年），結束於1920早期至1940年代的法西斯政權。貧困是主要移民原因，特別是因土地代代分割後導致的土地不足。這一現象在南義大利尤其嚴重。第二次是在第二次世界大戰結束後至1970年代。在1880年-1980年，有約1500萬義大利人離開義大利，是歷史上最大移民潮之一。至1980年，估计约有2500万意大利人居住在意大利境外。1861年-1985年，29,036,000名義大利人移居其它國家，其中16,000,000（55%）在第一次世界大戰爆發前移民，10,275,000人後來回到義大利（35%），18,761,000人永久定居外國（65%）。
有觀點認為義大利在21世紀初期因金融危機引發的社會經濟問題導致了第三波移民潮，特別是年輕人。在外國的義大利人人口從2006年的3,106,251增加到2015年的4,636,647，在10年增加了49.3%。現在有500萬義大利人住在義大利國外，有8000萬人擁有全部或部分義大利血統。

## 外部連結
- Italian Emigration: the Historical Records （页面存档备份，存于）
- Italian Immigration Records (19th century) （页面存档备份，存于）
- Romanian Association of Italians - RO.AS.IT. RO.AS.IT - Asociatia Italienilor din Romania
- University of Illinois at Chicago, Italians in Chicago, original documents （页面存档备份，存于）